# 硫酸乙烯酯
硫酸乙烯酯是一种有机化合物，化学式为C2H4O4S。它可由亚硫酸乙烯酯在三氯化钌催化下由高碘酸钠氧化制得。它和N,N-二甲基-4-乙烯基苄胺在乙腈中反应，可以得到N,N-二甲基-N-磺氧基乙基-4-乙烯基苄铵内盐。